# Bas-en-Basset
Bas-en-Basset är en kommun i departementet Haute-Loire i regionen Auvergne-Rhône-Alpes i centrala Frankrike. Kommunen ligger i kantonen Bas-en-Basset som tillhör arrondissementet Yssingeaux. År 2022 hade Bas-en-Basset 4 631 invånare.

## Befolkningsutveckling
Antalet invånare i kommunen Bas-en-Basset
| Referens: INSEE |